# Panda Computer Games
Panda Computer Games era una empresa estadounidense que se dedicaba a manufacturar y publicar videojuegos para el Atari Video Computer System.

## Historia de la empresa
Panda entró al negocio de los videojuegos en 1984, sólo para ser rápidamente olvidada. Sus juegos solían ser versiones piratas ligeramente modificadas de juegos existentes. Por ejemplo, Harbor Escape era en realidad River Raid con gráficos diferentes. Algunos otros, como Dice Puzzle o Scuba Diver, eran juegos originales, pero no tuvieron mucho éxito. Varios de los juegos de la empresa fueron después relanzados por empresas como Froggo y Sancho/Tang Electronics. Los cartuchos de Panda solían venir en dos formatos: algunos tenían una simple etiqueta con el nombre del juego, mientras que otros tenían una etiqueta más elaborada, incluyendo algún dibujo relativo al juego.

## Juegos publicados
- Dice Puzzle - Rompecabezas
- Exocet - Matamarcianos
- Harbor Escape - Clon del River Raid de Activision
- Scuba Diver - Juego de acción submarina
- Sea Hawk - Juego de helicópteros
- Stuntman - Juego de acción
- Tank Brigade - Clon del Tanks But No Tanks de Zimag
- Space Canyon - Clon del Space Cavern de Apollo

## Fuente
- https://web.archive.org/web/20070929091653/http://www.atariage.com/company_page.html?SystemID=2600&CompanyID=31

- Datos: Q5798513